# Sajjad Hashemi Ahangari
Une proposition de fusion est en cours entre Sajjad Hashemi Ahangari et Serkan Yildirim.
Sajjad Hashemiahangari (né le 22 août 1991 à Tabriz) est un athlète iranien, spécialiste du 400 mètres.

## Carrière
Son meilleur temps est de 45 s 81, réalisé à Rio de Janeiro le 21 juillet 2011 lors des Jeux mondiaux militaires d'été de 2011 qu'il gagne. L'année précédente, son record n'était que de 46 s 57 à Alep. Il a participé aux championnats du monde jeunesse à Ostrava en étant 4e en demi-finale.
Après une période sans résultats, le 25 juin 2015, il court en 45 s 98 à Pathum Thani.

## Palmarès
| Date | Compétition              | Lieu           | Résultat | Épreuve   | Temps         |
| ---- | ------------------------ | -------------- | -------- | --------- | ------------- |
| 2011 | Championnats d'Asie      | Kobe           | 4e       | 400 m     | 46 s 53       |
| 2011 | Championnats d'Asie      | Kobe           | 3e       | 4 x 400 m | 3 min 08 s 58 |
| 2011 | Jeux mondiaux militaires | Rio de Janeiro | 1er      | 400 m     | 45 s 81       |

## Records
| Épreuve | Épreuve   | Temps   | Lieu    | Date         |
| ------- | --------- | ------- | ------- | ------------ |
| 400 m   | Plein air | 45 s 40 | Erzurum | 13 juin 2021 |